# Mary Barra
Mary T. Barra, née le 24 décembre 1961 à Waterford Township (Michigan), est une cheffe d'entreprise et femme d'affaires américaine. Nommée directrice générale du constructeur automobile américain General Motors, le 10 décembre 2013, elle devient la première femme dans une grande entreprise du secteur de l'automobile à occuper ce poste. Le 7 décembre 2021, dans son célèbre classement des 100 femmes les plus puissantes du monde, le magazine Forbes la classe 4e.

## Biographie
Fille d'un ouvrier de General Motors, elle effectue des études d’ingénierie électrique au General Motors Institute, rebaptisé depuis université Kettering, à Flint (Michigan). À 20 ans, dans le cadre de ses études, elle fait un stage d’alternance chez Pontiac, une marque du constructeur aujourd’hui disparue. Rentrée chez General Motors, elle monte dans la hiérarchie, et dirige l’usine d’Hamtramck, près de Détroit. Elle reprend ensuite des études et passe un MBA à Stanford. En 1988, elle devient l'assistante exécutive du PDG de l’époque de GM, Jack Smith. En 2009, elle est nommée directrice des ressources humaines, dans une période difficile pendant laquelle General Motors licencie des dizaines de milliers de salariés et arrête des dizaines d’usines. 
En 2011, Daniel F. Akerson, nouveau PDG de GM, l'appelle au poste important de directrice du développement des véhicules. En 2012, elle se met en avant comme candidate à la succession d'Akerson. « Elle fait partie de celles et ceux qui ont mené le redressement du groupe, la revitalisation de ses produits, ce qui s'est traduit par le lancement de nouveaux produits acclamés par la critique, avec des niveaux de qualité record et une grande satisfaction des consommateurs » précise le communiqué de GM qui la fait entrer au conseil d'administration et qui annonce sa nomination comme directrice générale, le 10 décembre 2013. 
Mais à peine en fonction, elle est en butte à des problèmes majeurs de qualité sur les productions des années précédentes. GM a dû rappeler 27 millions de voitures sur douze mois pour différents problèmes, dont un défaut de système de démarrage qui a provoqué au moins 42 décès en dix ans. Le groupe industriel a provisionné trois milliards de dollars pour réparer les véhicules et indemniser les victimes. Mary Barra « a fait preuve de beaucoup de transparence et de fermeté  », juge Xavier Mosquet, expert du secteur automobile au sein du Boston Consulting Group. Pour autant, Le scandale touche l'image de General Motors.
En 2014, elle figure à la septième place du classement des femmes les plus puissantes du monde selon Forbes, les trois années suivantes à la cinquième, en 2018 à la quatrième, en 2019 à la cinquième, en 2020 à la sixième, en 2021 et en 2022 à la quatrième, en 2023 à la neuvième puis en 2024 à la cinquième.
Le 24 août 2017, Mary Barra est élue au directoire de la Walt Disney Company,,.
En mai 2018, Mary Barra s'engage pour General Motors en faveur de la mobilité électrique : « Le changement climatique est réel. Nous reconnaissons que le secteur des transports y contribue pour une part importante et que nous devons faire partie de la solution ». Elle dit vouloir réduire les émissions polluantes et investir dans un avenir entièrement électrique.

## Rémunérations
En 2014, Mary Barra perçoit globalement 14,4 millions de dollars pour ses fonctions au sein de General Motors . C'est 60 % de plus que son prédécesseur masculin.